# Schloss Eckberg

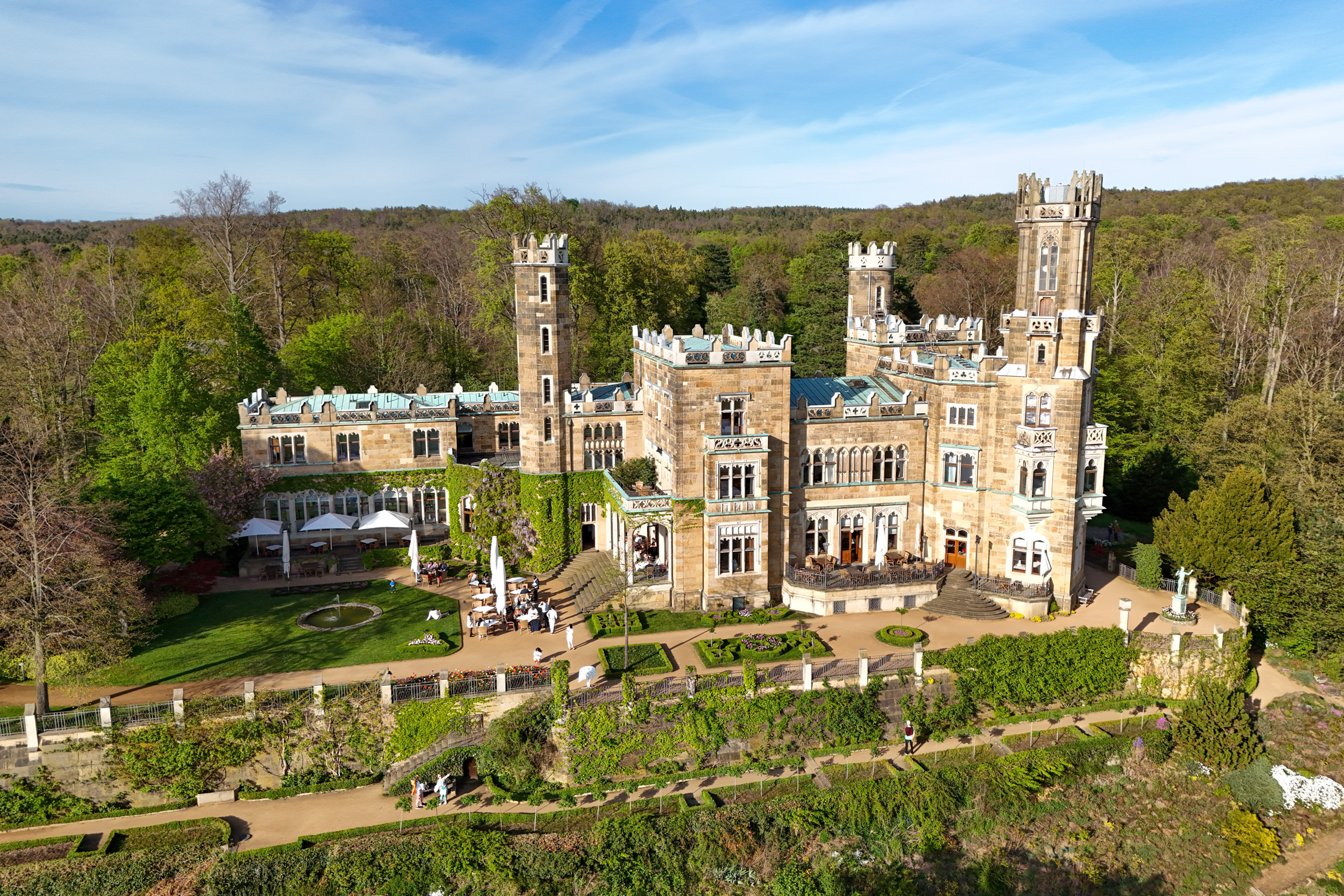
Schloss Eckberg, 2024

Schloss Eckberg ist eines der drei Elbschlösser und befindet sich am rechten Elbhang in Dresden, etwa 3 Kilometer elbaufwärts vom Stadtzentrum entfernt. Westlich von Schloss Eckberg befindet sich das Lingnerschloss und neben diesem das Schloss Albrechtsberg.

## Geschichte von Schloss Eckberg

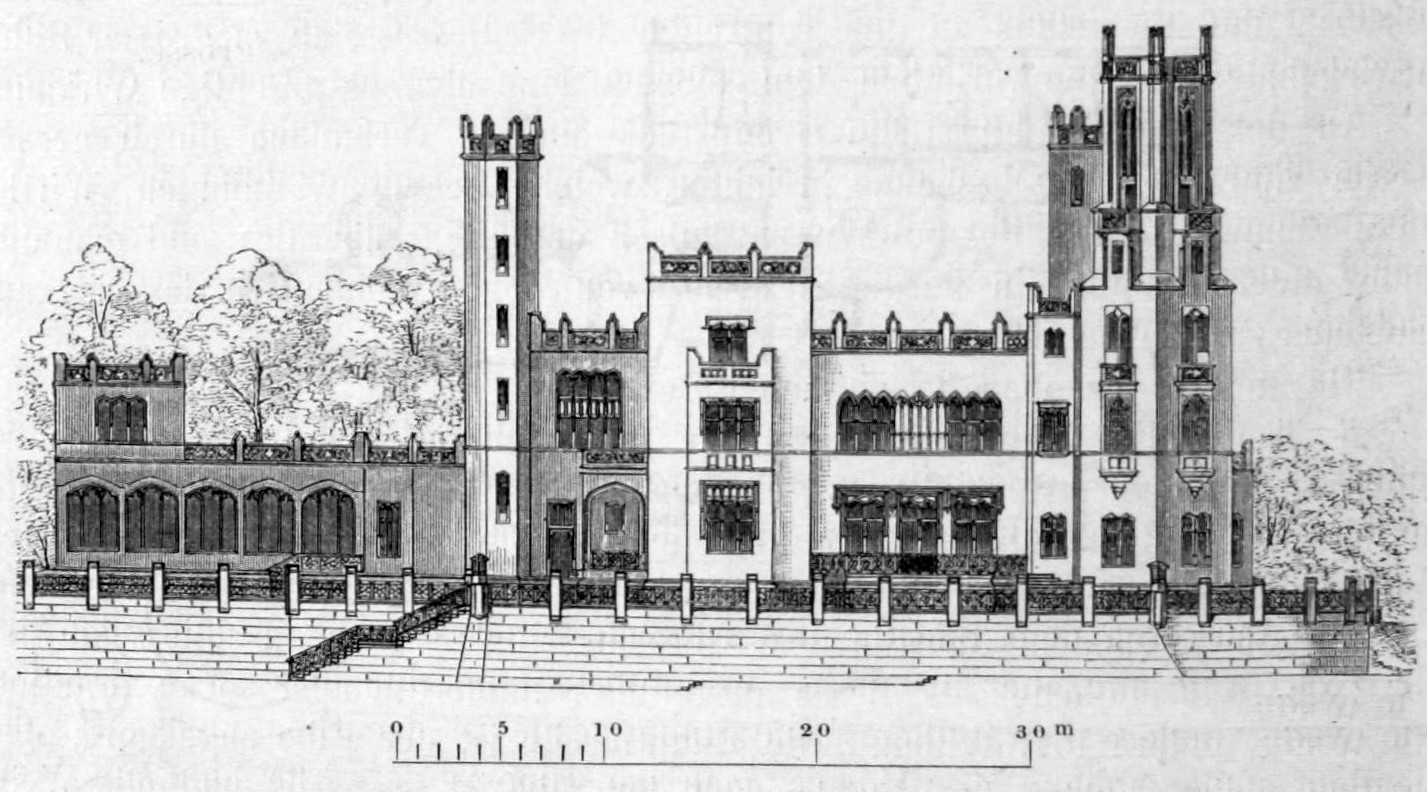
Ansicht 1878

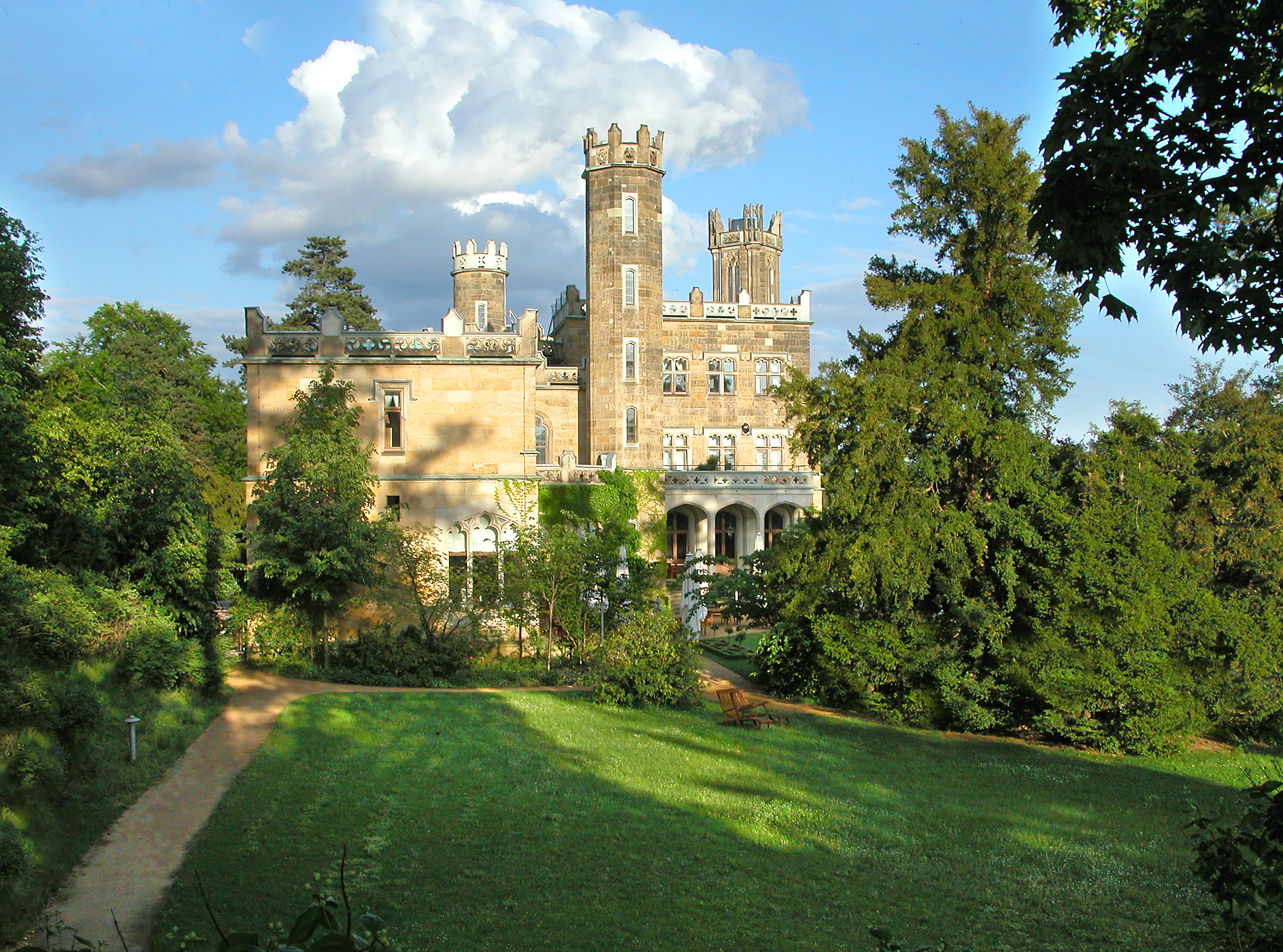
Schloss Eckberg 2007, Westseite

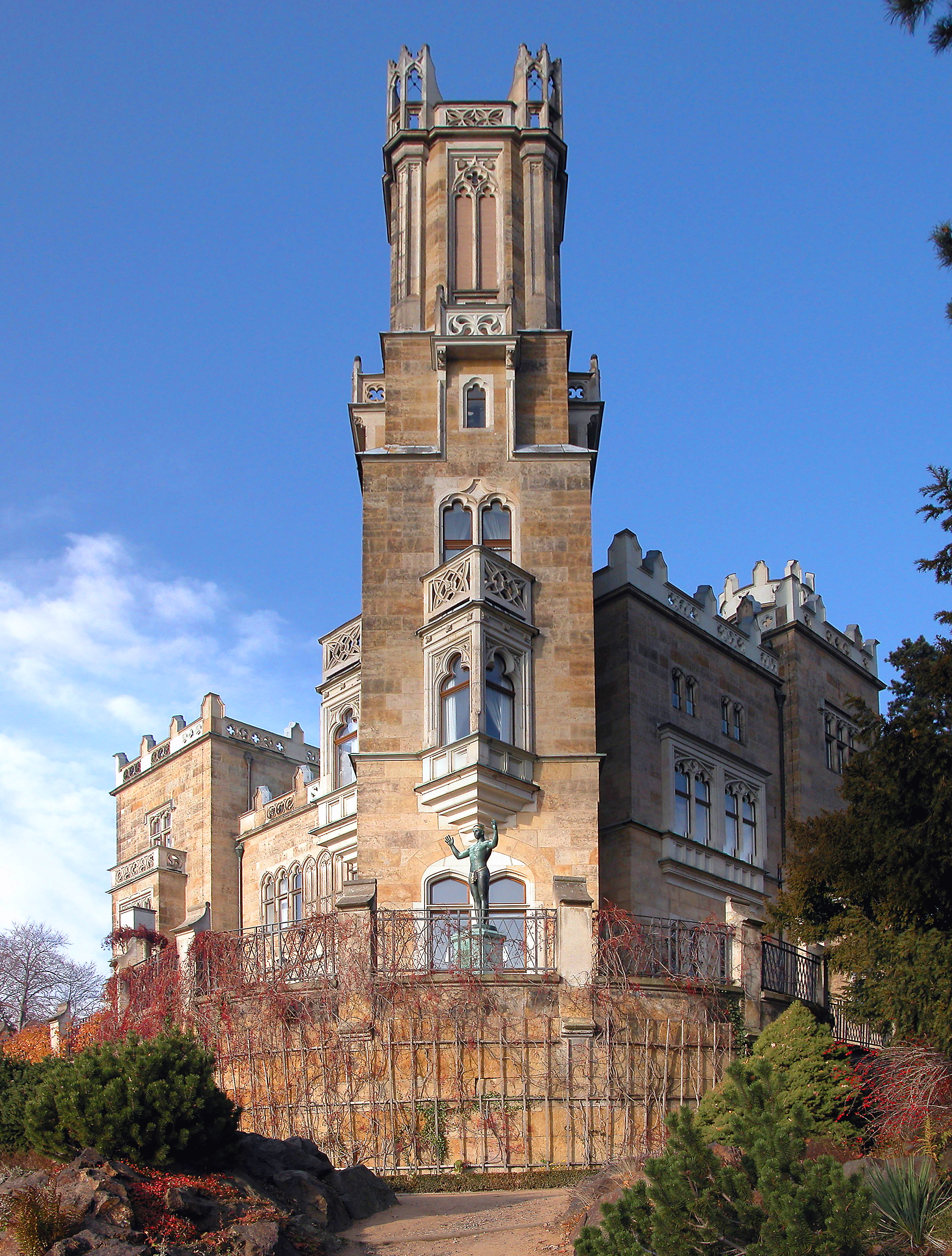
Schloss Eckberg von Südosten

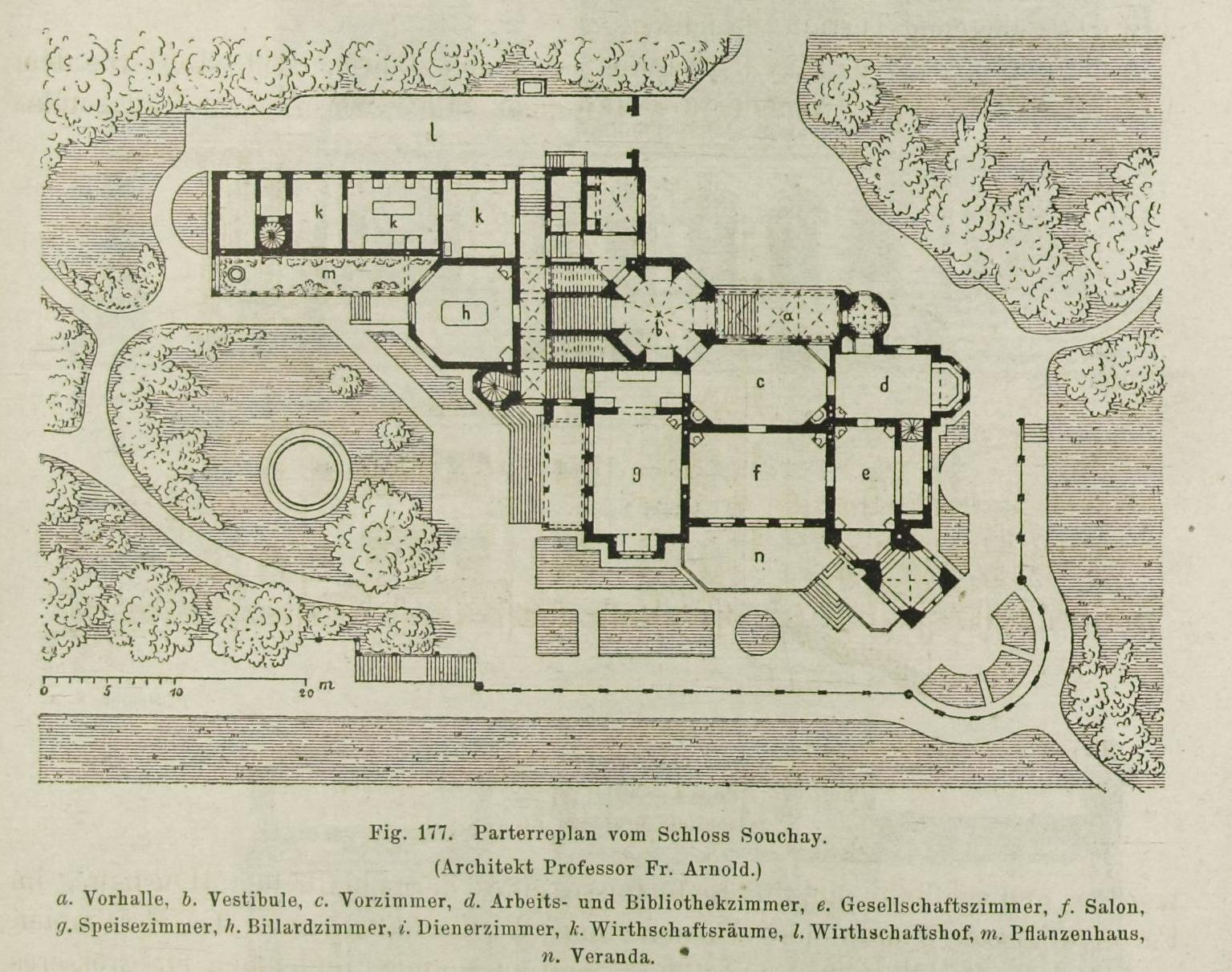
Grundriss von Schloss Eckberg

Die Geschichte des Schlosses Eckberg ist eng verbunden mit der Bebauung des Elbhanges zwischen Saloppe und Mordgrundbrücke. Die nach dem Süden offenen Hänge sollen schon seit 1660 dem Weinbau gedient haben. Als sich durch die steigende Industrialisierung Dresdens immer mehr wohlhabende Leute in Dresden ansiedelten, kaufte der Schotte James Ogilvy, 7. Earl of Findlater um 1800 mehrere Weinberge auf, so dass sich sein riesiger Besitz auf den Elbhang ausdehnte. Nach dem frühen Tod Ogilvys 1811 wechselte der Besitz des umfangreichen Weinberggeländes mehrfach. Bereits im Jahr 1832 wurde Eckberg aus dem Findlaterschen Besitz gelöst und wechselte wiederholt seinen Besitzer.
Das Schloss Eckberg entstand von 1859 bis 1861 im Auftrag des Großkaufmanns Johann Daniel Souchay, so dass es damals im Volksmund Villa Souchay genannt wurde. Souchay verwendete einen Teil seines großen Vermögens, das er im Textilhandel in Manchester erworben hatte, für Wohltätigkeitsstiftungen in Loschwitz und erwarb sich um die Entwicklung dieses Ortes große Verdienste. Mit dem Erwerb des Loschwitzer Weinberges Eckberg entschied sich Souchay im Jahr 1859, seinen Lebensmittelpunkt in das Dresdner Elbtal zu verlegen. In seinem Auftrag errichtete der Semper-Schüler Christian Friedrich Arnold an Stelle des 1675 auf dem Eckberg errichteten Klengelschen Landhauses den reich gegliederten neugotischen Schlossbau. Ihm sollen dabei etliche Landsitze und Landschaftsparks (Tudorstil) als Vorbild gedient haben. Mit der Gestaltung seines 15 Hektar großen Landschaftsgartens betraute Johann Daniel Souchay den preußischen Obergärtner Hermann Sigismund Neumann, der einige Jahre zuvor für die Anlage der Gärten im benachbarten Schloss Albrechtsberg und Villa Stockhausen (Lingnerschloss) nach Dresden geholt worden war. Gleichzeitig mit dem Schloss entstanden an der Bautzner Straße zahlreiche Nebengebäude, unter anderem Pferdeställe, Remise, Gärtnerhaus und ein großes neugotisches Gewächshaus.
Souchay erwarb 1861 auch das Mohrenhausanwesen in der Niederlößnitz und verkaufte es 1866 weiter. Der neue Eigentümer nahm sich bei seinen umfangreichen Umbauten des Mohrenhauses zu einem „stilvollen Schlösschen“ Souchays Schloss Eckberg zum Vorbild.
Im Jahr 1883 erwarb Generalkonsul Bruno Wunderlich das Anwesen. Nach dessen Tod 1909 siedelte seine Witwe in das benachbarte ehemalige Weingut Dinglinger über. Sie vermietete das Schloss an den aus Österreich stammenden Süßwaren-Exportkaufmann Josef Weiser, dessen Frau Grethe Weiser später als Schauspielerin Berühmtheit erlangte. Um 1920 verpachtete Frau Wunderlich den Wohnsitz an den kgl. sächs. Hof-Opernsänger und Kammersänger Tino Pattiera, der dort mit seiner Frau Hedwig (1891–1943), einer gebürtigen Gräfin von Schaffgotsch, residierte. Die Ehe wurde 1927 geschieden, und die Gräfin trug wieder ihren Geburtsnamen.
Als 1925 der Unternehmer Ottomar Heinsius von Mayenburg Schloss Eckberg kaufte, kam neues Leben in Schloss und Park. Die Innenräume des Obergeschosses wurden nach den Plänen seines Bruders, des Architekten Georg Heinsius von Mayenburg, zeitgemäß erneuert, wobei der Stilcharakter des unteren Bereichs vollständig bewahrt blieb. Mit der Erfindung von Zahncreme und Aluminiumtube unter dem Namen „Chlorodont“ und der Gründung der „Leo-Werke“ hatte von Mayenburg großen Wohlstand erworben und konnte sich seinen Lebenstraum erfüllen. Als studierter Botaniker und leidenschaftlicher Gärtner widmete er sich vor allem der Umgestaltung des Parks. Steingarten, Tulpen- und Krokuswiesen sind seine Schöpfung. Besonders große Anerkennung in der Stadt Dresden erwarb sich der Besitzer des Schlosses, weil er diese Blumenpracht im Frühjahr und die Rosenblüte jedes Jahr der Öffentlichkeit zugänglich machte. Zehntausende bewunderten das Blumenmeer dieser herrlichen Anlage Jahr für Jahr. 1932 starb von Mayenburg, seine Witwe bewohnte mit den vier Kindern weiterhin das Haus, noch bis 1947.
Nach der Enteignung der Familie im Jahr 1952 wurde Schloss Eckberg als Studentenwohnheim, Gewerkschaftsschule und zur Fabrikation von Elektronikteilen genutzt. Nach einer Sanierung 1980–1985 betrieb der Jugendtourist-Reiseverband der DDR das Schloss Eckberg als Hotel.
Nach der Wende ging es zurück in den Besitz der Familie von Mayenburg, die es aber verkaufte, so dass das Anwesen 1994 in den Besitz der ARGENTA-Unternehmensgruppe (München) überging. Man ließ die Schlossanlage und den Park 1997 von Grund auf renovieren und nach Plänen des italienischen Innenarchitekten Danilo Silvestrin zum Luxushotel ausbauen. Rund 35.000 Gäste besuchten das Hotel pro Jahr. Es sind 55 Mitarbeiter angestellt.